# August Wöhler
August Wöhler (22 de junio de 1819 - 21 de marzo de 1914) fue un ingeniero de ferrocarriles alemán, conocido por sus investigaciones sistemáticas de fatiga de materiales.

## Vida
Nacido en el pueblo de Soltau, Hannover, hijo del profesor local, Georg Heinrich Wöhler, mostró temprana habilidad matemática y ganó una beca para estudiar en la Higher Vocational College de Hannover desde 1835, bajo la dirección de Karl Karmarsch.
En 1840, fue reclutado para los trabajos de Borsig en Berlín, donde trabajó en la fabricación de vías férreas.
En 1843, después de una breve estancia en Hannover, empezó a recibir instrucción en manejo de locomotoras en Bélgica, retornando como un ingeniero en la Línea Hanover-Brunswick en el Ferrocarril Real del Estado de Hannover (Königlich Hannöversche Staatseisenbahnen). Para 1847, Wöhler era Jefe Superintendente de rodadura en la Lower Silesian-Marcher railway en Frankfurt (Oder).
El ferrocarril fue nacionalizado por la Prussian state railways en 1852 y la creciente reputación de Wöhler lo llevó a su nombramiento por el Ministerio de Comercio Prusiano para investigar las causas de ruptura en ejes de ferrocarril, trabajo que ocupó a Wöhler por las próximas dos décadas. El reconocimiento de su buena administración y liderazgo técnico resultó en su nombramiento como director del recientemente formado Ferrocarril Imperial en Alsacia Lorena en 1874, basado en la sede de junta en Estrasburgo, un puesto que él retuvo hasta su retiro en 1889.

## Estudios de Fatiga
Wöhler empezó sus investigaciones de eje investigando en la teoría de elasticidad y fue guiado, en 1855, al método de predicción de deflexión de lattice beams que anticipaban el trabajo de Émile Clapeyron. Él también introdujo la práctica de soportar un extremo de un puente en cojinete de bolas para permitir la expansión térmica.
Su trabajo en fatiga marca la primera investigación sistemática de Curvas S-N, también conocidas como Curvas Wöhler, para caracterizar el comportamiento de fatiga en materiales. Tales curvas pueden ser utilizadas para minimizar el problema de fatiga mediante bajando el esfuerzo en puntos cruciales en un componente. Wöhler mostró claramente que la fatiga ocurre por crecimiento de rupturas desde defectos de superficie hasta que el producto no puede soportar más la carga aplicada. La historia de la fractura puede ser entendida desde el estudio de la superficie de la fractura. El desarrolló aparatos para repetir las cargas de ejes de ferrocarril, principalmente ya que varios accidentes fueron causados por fractura de fatiga repentina. La presentación en su trabajo en la Exposición de París de 1867, lo trajo a una audiencia internacional amplia.
Wöhler abogaba por la estandarización, prueba y certificación estatal de hierro y acero. Murió en Hannover en 1914.

## Leer más
- Blaum, R. (1918). «August Wöhler». Beiträge zur Geschichte der Technik und Industrie (en alemán) 8: 33-35.
- Ruske, W. (1969). «August Wöhler (1819–1914) zur 150. Wiederkehr seines Geburtstages». Materialprüfung 11: 181-188.
- Timoshenko, Stephen (1983). History of the Strength of Materials. Dover. pp. 167 ff.
- Schütz, W. (1996). «A History of Fatigue». Engineering Fracture Mechanics 54 (2): 263-300. doi:10.1016/0013-7944(95)00178-6.